# Union (album)
Pour les articles homonymes, voir Union.
 (juin 2015).
Si vous disposez d'ouvrages ou d'articles de référence ou si vous connaissez des sites web de qualité traitant du thème abordé ici, merci de compléter l'article en donnant les références utiles à sa vérifiabilité et en les liant à la section « Notes et références ».
Albums de Yes
Big Generator
(1987) Yesyears
(1991)
Singles
1. Lift Me Up
Sortie : Avril 1991
2. Saving My Heart
Sortie : Juillet 1991
3. I Would Have Waited Forever
Sortie : 1991

Union est le treizième album studio du groupe britannique de rock progressif, Yes. Il est sorti le 30 avril 1991 sur le label Arista.
Il rassemble les musiciens présents sur le précédent album du groupe, Big Generator, soit Trevor Rabin, Chris Squire, Tony Kaye et Alan White, ainsi que ceux d'Anderson Bruford Wakeman Howe, groupe parallèle constitué d'anciens membres de Yes. Cependant, excepté le chanteur Jon Anderson, les musiciens des deux formations ne jouent pas ensemble sur cet album.

## Histoire
À cet album participent de nombreux musiciens de sessions invités, venus jouer seulement sur les chansons initialement destinées au prochain album du groupe Anderson Bruford Wakeman Howe. Certains soupçonnent Chris Squire d'avoir voulu saboter tous les efforts de ce groupe. Comme Wakeman le disait lui-même dans le DVD YesYears : « Un peu plus et on aurait eu droit au chien de la secrétaire aux percussions et le chat du chauffeur aux claviers ».
Hormis des musiciens comme Jonathan Elias, Tony Levin ou Billy Sherwood qui ont, à un moment ou à un autre, joués sur un album solo d'un membre de Yes, d'autres en revanche n'avaient rien à voir avec le groupe, comme Ian Lloyd (du groupe Sweet) ou Allan Schwartzberg plus familier avec Peter Gabriel ou John Lennon entre autres. Alors qu'ils enregistraient l'album, certaines parties de guitares de Steve Howe et de claviers de Wakeman furent transférées sur un ordinateur mais pas encore finalisées et intégrées à l'ensemble des pièces sur lesquelles elles devaient éventuellement finir, cela donna toute liberté au producteur de faire ce qu'il voulait de ces chansons. Comme le faisait remarquer Wakeman encore une fois : « Cela donna carte blanche au producteur, au point même de refaire ce que j'avais déjà joué mais de façon différente. ». Donc certains des musiciens invités rejouèrent les parties de Steve et Rick, en leur absence, ce qui fait de cet album un pur coup de marketing et rien de ce que Yes devrait être ne transparaît ici.
L'album s'est classé 7e au UK Albums Chart et 15e au Billboard 200  et a été certifié disque d'or par la Recording Industry Association of America (RIAA) le 2 juillet 1991.
- La pièce instrumentale Evensong composée et jouée exclusivement par Bill Bruford et Tony Levin, serait éventuellement développée par ce dernier pour être incluse sur son premier album solo publié en 1995, World Diary  sous le titre Jewels. On y retrouve d'ailleurs Bruford à la batterie électronique.

## Titres
| No  | Titre                                                      | Auteur                                            | Producteur(s)               | Durée |
| --- | ---------------------------------------------------------- | ------------------------------------------------- | --------------------------- | ----- |
| 1.  | I Would Have Waited Forever                                | Jon Anderson, Steve Howe, Jonathan Elias          | Jonathan Elias              | 6:32  |
| 2.  | Shock to the System                                        | Anderson, Howe, Elias                             | Elias                       | 5:09  |
| 3.  | Masquerade                                                 | Howe                                              | Howe                        | 2:17  |
| 4.  | Lift Me Up                                                 | Trevor Rabin, Chris Squire                        | Rabin                       | 6:30  |
| 5.  | Without Hope You Cannot Start the Day                      | Anderson, Elias                                   | Elias                       | 5:18  |
| 6.  | Saving My Heart                                            | Rabin                                             | Rabin                       | 4:41  |
| 7.  | Miracle of Life                                            | Rabin, Mark Mancina                               | Rabin, Mancina, Eddy Offord | 7:30  |
| 8.  | Silent Talking                                             | Anderson, Howe, Rick Wakeman, Bill Bruford, Elias | Elias                       | 4:00  |
| 9.  | The More We Live – Let Go                                  | Squire, Billy Sherwood                            | Offord                      | 4:51  |
| 10. | Angkor Wat                                                 | Anderson, Wakeman, Elias                          | Elias                       | 5:23  |
| 11. | Dangerous (Look in the Light of What You're Searching For) | Anderson, Elias                                   | Elias                       | 3:36  |
| 12. | Holding On                                                 | Anderson, Elias, Howe                             | Elias                       | 5:24  |
| 13. | Evensong                                                   | Tony Levin, Bruford                               | Elias                       | 0:52  |
| 14. | Take the Water to the Mountain                             | Anderson                                          | Elias                       | 3:10  |

| 15. | Give & Take | Anderson, Howe, Elias | 4:29 |

## Musiciens
| Yes - Jon Anderson : chant sauf sur 3, 13, chœurs sur 4 - Steve Howe : guitare (1, 2, 3, 5, 8, 10, 11, 12, 14, 15), chœurs sur 1, 2, 5, 8, 10, 11, 12, 14 guitare espagnole sur 3 - Trevor Rabin : guitare sur 4, 6, 7, 9, chant sur 4, chœurs sur 4, 6, 7, 9 - Chris Squire : basse (4, 6, 7, 9), chœurs sur 1, 4, 5, 11 - Rick Wakeman : claviers (1, 2, 5, 8, 10, 11, 12, 14, 15) - Tony Kaye : claviers (4, 6, 7, 9), chœurs sur 4 - Alan White : batterie (4, 6, 7, 9), chœurs sur 4 - Bill Bruford : batterie et percussions électroniques (1, 2, 5, 8, 10, 11, 12, 13, 14, 15) | Musiciens additionnels - Tony Levin : basse (1, 2, 5, 8, 10, 12, 14, 15), Chapman Stick sur 13 - Billy Sherwood : guitare, chœurs (1, 2, 5, 8, 10, 11, 12, 14, 15) - Jimmy Haun : guitare (1, 2, 5, 8, 10, 11, 12, 14, 15) - Jim Crichton : claviers (1, 2, 5, 8, 10, 11, 12, 14, 15) - Jonathan Elias : claviers (1, 2, 5, 8, 10, 11, 12, 14, 15) - Sherman Foote : claviers (1, 2, 5, 8, 10, 11, 12, 14, 15) - Gary Barlough : claviers (1, 2, 5, 8, 10, 11, 12, 14, 15) - Rory Kaplan : claviers (1, 2, 5, 8, 10, 11, 12, 14, 15) - Alex Lasarenko : claviers (1, 2, 5, 8, 10, 11, 12, 14, 15) - Steve Porcaro : claviers (1, 2, 5, 8, 10, 11, 12, 14) - Jerry Bennett : claviers, percussions (1, 2, 5, 8, 10, 11, 12, 14, 15) - Allan Schwartzberg : percussions (1, 2, 5, 8, 10, 11, 12, 14, 15) - Deborah Anderson : chant (1, 2, 5, 8, 10, 11, 12, 14, 15) - Gary Falcone : chœurs (1, 2, 5, 8, 10, 11, 12, 14, 15) - Tommy Funderburk : chœurs (1, 2, 5, 8, 10, 11, 12, 14, 15) - Ian Lloyd : chœurs (1, 2, 5, 8, 10, 11, 12, 14, 15) - Michael Sherwood : chœurs (1, 2, 5, 8, 10, 11, 12, 14, 15) - Pauline Cheng – Poème cambodgien sur Angkor Wat. |

## Charts et certification

### Album
Charts
| Pays                          | Durée du classement | Meilleur classement | Date          |
| ----------------------------- | ------------------- | ------------------- | ------------- |
| Allemagne (GfK Entertainment) | 15 semaines         | 15e                 | 27 mai 1991   |
| Canada (RPM)                  | 16 semaines         | 15e                 | 15 juin 1991  |
| États-Unis (Billboard 200)    | 19 semaines         | 15e                 | 25 mai 1991   |
| Pays-Bas (MegaCharts)         | 9 semaines          | 17e                 | 1er juin 1991 |
| Royaume-Uni (UK Albums Chart) | 6 semaines          | 7e                  | 5 mai 1991    |
| Suède (Sverigetopplistan)     | 2 semaines          | 32e                 | 8 mai 1991    |
| Suisse (Schweizer Hitparade)  | 7 semaines          | 16e                 | 23 juin 1991  |

Certification
| Pays       | Certification | Ventes    | Date           |
| ---------- | ------------- | --------- | -------------- |
| États-Unis | Or            | 500 000 + | 2 juillet 1991 |

### Single
| Single          | Chart                    | Durée du classement | Position | Date           |
| --------------- | ------------------------ | ------------------- | -------- | -------------- |
| Lift Me Up      | (Hot 100)                | 5 semaines          | 86e      | 22 juin 1991   |
| Lift Me Up      | (Mainstream Rock Tracks) | —                   | 1er      | 20 avril 1991  |
| Lift Me Up      | (RPM Top Singles)        | 11 semaines         | 20e      | 29 juin 1991   |
| Saving My Heart | (Mainstream Rock Tracks) | —                   | 7e       | 6 juillet 1991 |